# Simon Peyton Jones
Simon Peyton Jones (Simonsdorp, Zuid-Afrika, 18 januari 1958) is een Brits informaticus die zich bezighoudt met het ontwerp, de implementatie en de toepassingen van luie functionele programmeertalen, zoals Haskell.

## Biografie
Hij voltooide in 1980 zijn studie aan het Trinity College van de Universiteit van Cambridge, waarna hij twee jaar bij een klein elektronicabedrijf werkte. Deze baan bleek echter te stressvol. Bij University College London ging hij voor zeven jaar aan de slag als docent in de informatica. Daarna werkte hij voor negen jaar als professor bij de Universiteit van Glasgow.
Aan de Universiteit van Glasgow ontwikkelde hij, samen met Simon Marlow, de Glasgow Haskell Compiler, een compiler voor de programmeertaal Haskell, waarvan hij een van de ontwerpers is. Sinds september 1998 is hij onderzoeker bij Microsoft Research in Cambridge, Engeland. Ook daar houdt hij zich bezig met het ontwikkelen van die compiler. Hij is ook betrokken bij de ontwikkeling van C--.
Simon Peyton Jones is de oudste van vier kinderen. Zijn vader is lid van de Britse marine. Simon Peyton Jones is getrouwd met Dorothy, een priester bij de Anglicaanse Kerk. Samen met haar heeft hij zes kinderen.